# Arthromeris notholaenoides
Arthromeris notholaenoides är en stensöteväxtart som beskrevs av V.K.Rawat och Fraser-jenk. Arthromeris notholaenoides ingår i släktet Arthromeris och familjen Polypodiaceae. Inga underarter finns listade.